# Campionati francesi di ski cross 2010
I Campionati francesi di ski cross 2010 si sono svolti a Megève il 25 marzo. Il programma ha incluso sia la gara femminile che la gara maschile. 
Trattandosi di competizioni valide anche ai fini del punteggio FIS, vi hanno partecipato anche sciatori di altre federazioni, senza che questo consentisse loro di concorrere al titolo nazionale francese.

## Risultati

### Uomini
| Pos. | Atleta            | Nazione |
| ---- | ----------------- | ------- |
| 1    | Oliver Fabre      | Francia |
| 2    | Red Piccard       | Francia |
| 3    | Sylvain Miaillier | Francia |
| 4    | Arnaud Bovolenta  | Francia |

### Donne
| Pos. | Atleta           | Nazione |
| ---- | ---------------- | ------- |
| 1    | Marion Josserand | Francia |
| 2    | Helena Galland   | Francia |
| 3    | Chloe Georges    | Francia |
| 4    | Alice Baron      | Francia |